# Distretto di Aguadulce
Il distretto di Aguadulce è un distretto del Panama situato nella provincia di Coclé. Contava 43.360 abitanti al censimento 2010

## Geografia antropica

### Suddivisioni amministrative
Il distretto è suddiviso in cinque comuni (corregimientos):
- Aguadulce
- El Cristo
- El Roble
- Pocrí
- Barrios Unidos